# Paulo de Almeida Ribeiro
Paulo de Almeida Ribeiro (Porto Alegre, 15 april 1932 – São Paulo, 11 juni 2007) was een Braziliaanse voetballer en trainer. Zijn spelersnaam was Paulinho de Almeida, hij wordt weleens verward met zijn generatiegenoot met een bijna identieke naam, Paulo de Almeida (1933-2013).

## Biografie
Paulinho begon zijn carrière bij Internacional uit zijn thuisstad. Hier won hij van 1951 tot 1953 drie keer op rij het Campeonato Gaúcho mee. In 1954 maakte hij de overstap naar Vasco da Gama uit Rio de Janeiro voor 800.000 cruzeiro, op dat moment een erg hoog bedrag voor een transfer. Met Vasco won hij in 1956 en 1958 het Campeonato Carioca en in 1958 het Torneio Rio-São Paulo.
Hij zat in de selectie voor het WK 1954 in Zwitserland, hij was reserve voor Djalma Santos en kwam niet aan spelen toe. Op 18 september 1955 maakte hij zijn debuut in de wedstrijd voor de Copa O'Higgings tegen Chili. Hij nam in 1957 en 1959 deel aan het Zuid-Amerikaans kampioenschap, maar werd enkel in 1959 ingezet. Het WK 1958 moest hij missen omdat hij enkele maanden voordien zijn been gebroken had in een wedstrijd tegen Flamengo.
Na zijn spelerscarrière werd hij trainer voor talloze clubs.
Hij overleed in 2007 aan de gevolgen van Alzheimer.